# Dimitrios Moutas
Dimitrios Moutas (* 15. April 1968 in Stuttgart; Spitzname: Dimi) ist ein ehemaliger griechischer Fußballspieler. Er absolvierte 47 Spiele (15 Tore) in der Bundesliga für die Stuttgarter Kickers und den VfL Bochum sowie 132 Spiele (40 Tore) in der 2. Bundesliga für den SC Freiburg und die Stuttgarter Kickers. Er spielte auf der Position des Stürmers und wurde in der B-Nationalmannschaft Griechenlands eingesetzt. 2023 fungierte Moutas als Co-Trainer von Alois Schwartz beim FC Hansa Rostock.

## Laufbahn
Nach Stationen als Jugendspieler beim TV Kemnat, SV Hoffeld und der Jugend der Stuttgarter Kickers wechselte er zum 1. FC Pforzheim in die Oberliga Baden-Württemberg. Er erzielte dort in 58 Spielen 20 Tore.
Nach seinem Wechsel zum SC Freiburg gab Dimitrios Moutas sein Debüt in der 2. Bundesliga beim 5:3-Heimsieg gegen Rot-Weiss Essen. Er wurde in der 74. Minute eingewechselt und erzielte das Tor zum 2:3. Nach zwei Jahren und 66 Spielen (20 Tore) für den SC Freiburg wechselte er zum Ligakonkurrenten Stuttgarter Kickers. Er absolvierte in seiner ersten Saison 34 Spiele und schoss 13 Tore. Nach dem Aufstieg in die Bundesliga absolvierte er weitere 32 Partien für die Kickers und schoss 12 Tore. Nach dem Abstieg des Vereins wechselte er zum VfL Bochum, spielte jedoch nur 15 Spiele (3 Tore), davon nur eine Partei von Anfang bis Ende. Daraufhin wechselte er zurück zu den Stuttgarter Kickers in die 2. Bundesliga, spielte 32 Partien und schoss sieben Tore. Beim 4:1-Sieg der Kickers gegen den FSV Mainz 05 kam er zu seinem letzten Einsatz, als er in der 82. Minute eingewechselt wurde.
Nach seiner Profikarriere in Deutschland spielte er für die griechischen Vereine OFI Kreta, Athinaikos Athen und AO Kavala in der ersten griechischen Liga. In Griechenland wurde er als Abwehrspieler eingesetzt. Danach spielte er noch für niederklassige Vereine in Griechenland, unter anderem für Ethnikos Piräus als Spielertrainer. Er beendete seine Karriere als Spieler im Jahr 2005.
Als Trainer war er in der Rückrunde der Saison 2008/09 für den griechischen Verein GS Kallithea tätig. Im Jahr 2010 absolvierte er im Rahmen seiner Trainerausbildung ein Praktikum beim VfL Wolfsburg. Ab Juli 2015 war Moutas Co-Trainer beim SV Sandhausen, sein im Sommer 2016 ausgelaufener Vertrag wurde seitens des Vereins nicht verlängert. Seit der Saison 2017/18 arbeitete Moutas als Co-Trainer beim Karlsruher SC. Im Februar 2020 wurde er zusammen mit dem Cheftrainer Alois Schwartz entlassen. Von August 2021 bis Februar 2023 war er erneut unter Trainer Alois Schwartz Co-Trainer beim SV Sandhausen. 2023 war er Co-Trainer bei Hansa Rostock unter Schwartz.